# آنول (سرده)
آنول (سرده) (نام علمی: Anolis) نام یک سرده از تیره آنولان است.